# Petit Ried

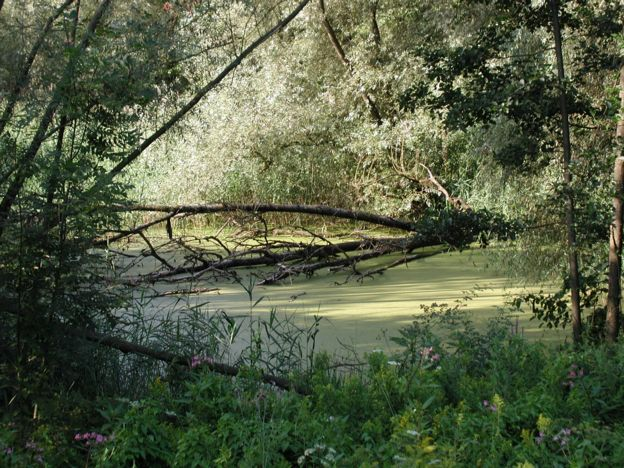
Vue du ried de La Wantzenau au mois d'août.

Le Petit Ried, ou Ried-Nord, est une zone humide française et région naturelle du département du Bas-Rhin, dans la collectivité européenne d'Alsace. Elle s'étend de la forêt de la Robertsau (à Strasbourg) au Sud, jusqu'à Lauterbourg au Nord, comprenant le Ried de la Zorn. L'appellation Ried correspond à une unité paysagère de prairies inondables. Il occupe une bande étroite de quelques kilomètres le long du Rhin. Cette zone est assez préservée dans la mesure où de nombreux bras morts du Rhin subsistent, ne permettant pas à ces zones d'être facilement cultivables. Le parcellaire agricole conserve la mémoire des méandres et divagations du Rhin.
À la hauteur du Petit Ried, trois rivières rejoignent le Rhin :
- l'Ill au niveau d'Offendorf.
- la Moder au niveau de Neuhaeusel.
- la Sauer, au niveau de Munchhausen.

Au loin, la Forêt-Noire dresse sa silhouette, d'où émerge le Hornisgrinde, plus haut sommet du nord du massif. Les  Vosges du Nord se montrent plus discrètes car elles sont plus éloignées et moins hautes.

## Mobilités
Les établissements publics de coopération intercommunale sont devenus Autorités organisatrices de la mobilité (AOM).

## Gravières
De nombreuses gravières sont en activité (à La Wantzenau, Hœrdt, Offendorf et Fort-Louis).
D'anciennes gravières sont utilisées à des fins récréatives, comme la baignade à Reichstett (plan d'eau de Neublitz), Bischheim, et Gambsheim, par exemple, ou la plongée.
D'autres gravières sont également de très beaux sites d'observation d'oiseaux (gravière de Neuhaeusel).

## Réserves naturelles nationales et centres d'initiation à la nature et à l'environnement
L'antenne bas-rhinoise du Conservatoire d'espaces naturels Alsace se situe à Offendorf.
Les réserves naturelles nationales présentes dans le Petit Ried sont :
- Réserve naturelle nationale du delta de la Sauer
- Réserve naturelle nationale de la Forêt d'Offendorf

Il existait également, avant 2002, une réserve naturelle volontaire de la Ballastière de Reichstett.
Mentionnons enfin la présence de la Maison de la nature du delta de la Sauer et de l’Alsace du Nord à Munchhausen, ainsi que le CINE de Bussierre, à la Robertsau.
Depuis 2016, la Maison de la Nature de Munchhausen propose des balades dans le Ried de la Zorn, avec l'aide de la communauté de communes de la Basse Zorn. Un chemin a été aménagé le long de la Zorn.

## Passes à poissons
Les deux barrages d'Iffezheim (D) et de Gambsheim (F) sont dotés de passes à poissons. À Gambsheim, il est possible d'observer la montaison et la dévalaison.

En aval de Beinheim, le Rhin cesse d'être inféodé aux exigences de la production hydroélectrique, ce qui explique l'intérêt écologique de la zone allant de Beinheim à Lauterbourg. Le fleuve reste néanmoins assujetti aux besoins de la navigation. Et c'est sur cette portion que se trouve la réserve naturelle du delta de la Sauer.

## Tourisme
Il y a des offices du tourisme à Gambsheim, Soufflenheim, Seltz et Lauterbourg.
Soufflenheim est connue pour ses poteries alsaciennes, très colorées. 
À Offendorf se trouve le Musée de la Batellerie, installé dans une péniche.
Gambsheim dispose des plus grandes écluses de France.

## Zone limitrophe
La forêt de Haguenau joue un rôle important, car elle assure la transition entre les Vosges du Nord et le Petit Ried. C'est une zone de passage pour la faune.

## Énergies renouvelables
Le fabricant d'amidon Roquette Frères sis à Beinheim est alimenté en chaleur géothermique profonde à partir de la centrale géothermique de Rittershoffen.
Les barrages de Gambsheim et d'Iffezheim produisent de l'électricité partagée par moitié entre la France et l'Allemagne (dans le cas des autres barrages alsaciens situés plus en amont, l'électricité est exploitée uniquement par la France). A Gambsheim, l’hydroélectricité est injectée dans le réseau électrique français, tandis qu'à Iffezheim, elle l'est dans le réseau allemand.
La station d'épuration de Strasbourg-La Wantzenau produit du biogaz qu'elle injecte ensuite dans le réseau de gaz ,.

### Liens
- [PDF] Ried-nord sur paysages.alsace.developpement-durable.gouv.fr
- Référentiel paysager du Bas-Rhin secteur ried Nord décembre 2009 par l'ADEUS (agence de développement et d'urbanisme de l'agglomération strasbourgeoise).
- Référentiel paysager du Bas-Rhin secteur CUS janvier 2012 par l'ADEUS
- Observatoire de la nappe phréatique d'Alsace sur le site Aprona
- Bloc-diagramme des sols sur paysages.alsace.developpement-durable.gouv.fr